# Nagy József (ferences szerzetes)
Nagy József (Püspöki, Csallóköz, 1757. – Pozsony, 1843. május 6.) ferences szerzetes, hitszónok, tábori lelkész, kanonok.

## Élete
1781-ben lépett a rendbe, ünnepélyes fogadalmat tett a mariánus rendtartományban és 1782-ben misés pappá szentelték fel. Miután Esztergomban magyar hitszónok volt, tábori pap lett a 61. gyalogezrednél Milánóban. Hazájába visszatérve, 1822-ben szerzetesi fogadalma alól feloldozták és tábori főpappá nevezték ki. Azután mantuai címzetes és 1835. október 22-én pozsonyi kanonok lett. 

## Munkái
- Koronás fejekben a kormányzó hatalom főtiszteletének köteles védelmeztetése, mellyet d. sz. István, első magyar királynak megbecsülhetetlen érdemeiből magmutatott, és a budai várnak királyi templomában kis-asszony havának 20. napján 1799. mondott P. Nagy József szent Ferencz szerzetének szorosabb rendén lévő Boldog Asszony provincziának szerzetes tagja. A mélt. nagys. nemes hallgatóinak buzgó kivánságára. Buda, 1799
- Öröm dal, mellyel mélt. Ancrodoki herczeg bro Frimoni János cs. k. Lombardia-Velenczei egyesült generál kommandó lovas generalis feő kormányzója, … tiszteletéül, nemes Nagy Bihar vári székbe lett beiktatása ünnepére feő-tiszti rendnek köznevében 1828. szerzett Nagy József hadi superior és Mantuai tisztes kanonok Veronában. Hely n.